# Ailo Gaup (pisarz)
Ailo Gaup (ur. 28 czerwca 1944 w Kautokeino, zm. 22 września 2014) – norweski pisarz i szaman, Lapończyk.
Wkrótce po narodzinach został oddany do domu dziecka, dorastał na południu Norwegii. Pracował jako dziennikarz, pisze w języku norweskim. Współtworzył założony w 1981 r. w Kautokeino tzw. Beaivváš Sámi Theatre, w którym przestawienia przygotowywane są po lapońsku.
Debiutował w 1982 tomem wierszy Joiken og kniven, oprócz zbiorów poezji ma w swym dorobku dwie powieści oraz sztuki teatralne. Jego utwory czerpią z lapońskiej mitologii i tradycji, a także z ludowego śpiewu (joik). Pojawiają się w nich elementy magiczne (szamanizm).

## Twórczość
- 1982 – Joiken og kniven (poezja)
- 1983 – Min duoddarat (Våre vidder) (tekst do musicalu w języku lapońskim)
- 1984 – I Stallos natt (poezja)
- 1985 – Under dobbel stjernehimmel (poezja)
- 1988 – Trommereisen (powieść, wyd. pol. pt. Podróż na dźwiękach szamańskiego bębna, przekł. Maria Sibińska, Gdańsk 2004)
- 1990 – Gullspråket (sztuka teatralna)
- 1992 – Natten mellom dagene (powieść)
- 2005 – Sjamansonen
- 2007 – Inn i naturen